# フォトンカウンティング
フォトンカウンティング (Photon counting) は、光子の数を計数して光の量を測定する方法である。光子計数法 (Photon counting method) とも呼ばれる。測定には、光電子増倍管を用いる。

## 概要
光電子増倍管の出力を、アンプや波高弁別回路を通した後でパルスカウンタを使用して計数するものである。ノイズ除去のため、暗室が必要である。

## 感度
光子エネルギーを電子エネルギーに変換（光電変換）する光電陰極の効率は量子効率 (Quantum efficiency: QE) と呼ばれ、波長依存性はあるが通常の光電子増倍管では25%以下である。光電子が第一ダイノードに導かれる効率は「収集効率 (Collection efficiency)」と呼ばれ80%前後、それが最終的に陽極に到達する効率や、さらに後続の回路系の計数効率までを考慮すると、最終的な光子計数効率はそれらを掛け合わせた18%程度となる。現実的には、量子効率が10%以下の波長域で測光することも多く、その場合の光子計数効率としては数%にまで低下していることに留意すべきである。

## 半導体素子によるもの
近年、半導体素子によるフォトンカウンティングが実用化されつつあり，X線CT装置の撮像などに応用されている．
- 日本発の半導体技術が医療に革新　CTの放射線量を100分の1に （SankeiBiz 2022年4月26日記事）
- 青木 徹:「半導体放射線検出器カドテルによるイノベーション No.1」（新川タイムズ2014年5月13日記事）
- 青木 徹:「半導体放射線検出器カドテルによるイノベーション No.2」（新川タイムズ2014年6月10日記事）
- CdTe検出器
- フォトンカウンティング